# Nicolás María de Urgoiti
Nicolás María de Urgoiti (Madrid, 27 d'octubre de 1869-Madrid, 8 d'octubre de 1951) va ser un periodista i empresari dels sectors paperer, periodístic i editorial espanyol. Va ser el creador de Papelera Española i impulsor dels periòdics El Sol i La Voz, l'agència de notícies Febus (1900), la Sociedad de Prensa Gráfica —que editava La Esfera, Mundo Gráfico i Nuevo Mundo— i l'editorial Calpe. Sempre es va sentir basc, encara que no nacionalista.

## Biografia
La seva infància va transcórrer a Sant Sebastià, i a Madrid va acabar la carrera d'Enginyer de Camins, iniciant la seva activitat professional en 1894 a la fàbrica de paper del riu Cadagua a Zalla (Biscaia). Va protagonitzar en 1901 la fusió de fàbriques que va donar lloc a la Papelera Española; com a director general d'aquesta companyia va promoure la integració del sector paperer a través de la Central Paperera en 1914, i cinc anys més tard la Sociedad Cooperativa de Fabricantes de Papel i els Almacenes Generales de Papel (1919).
Encara que sempre va ser un empresari, no es considerava exactament tal. Lector voraç, va destacar per la seva inquietud intel·lectual; i els seus molts viatges a l'estranger li van fer conèixer innovacions tecnològiques i empresarials que va voler posar en pràctica a Espanya, mogut per un compromís amb la idea de la modernització d'Espanya.

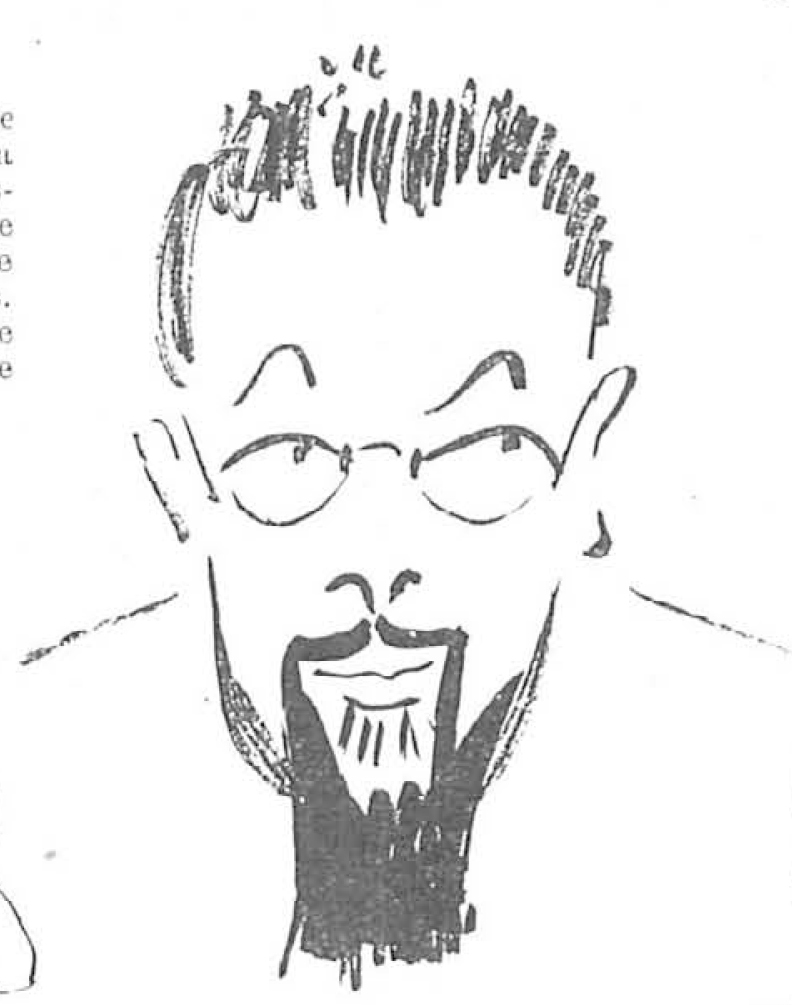
Caricaturitzat per Sancha (1920)

Des de la seva posició, coneixia molt bé el món del periodisme a Espanya. El seu enfrontament amb la Societat Editorial d'Espanya, coneguda com a trust dels periòdics, de la qual formaven part El Liberal, El Imparcial i El Heraldo de Madrid, va impulsar a Urgoiti a entrar també en aquest camp. Després d'intentar fer-se amb alguna capçalera important, va fundar en 1917 el diari El Sol, que va suposar una revolució en el panorama periodístic espanyol, un model de qualitat que va inspirar l'actual El País. En 1920 va fundar La Voz com a diari vespertí popular, buscant els ingressos que no li reportava el prestigiós diari del matí. Com a complement, va crear l'any 1924, l'agència de notícies Febus. Prentenia que les seves publicacions tinguessin qualitat intel·lectual i coherència i independència política.
En 1918 va crear la Compañía Anónima de Librería, Publicaciones y Ediciones (Calpe) buscant no només assegurar-se el futur de la Paperera sinó també renovar el món editorial espanyol. Tant Calpe com El Sol es van consolidar més lentament del previst. El final de la Primera Guerra Mundial i la represa de les importacions de paper estranger van significar per Urgoiti el començament d'una sèrie de crisi que culminarien en 1925 amb la seva dimissió com a director de la Papelera Española. Durant la dictadura de Primo de Rivera, Urgoiti es va centrar en els seus negocis editorials i periodístics. Caigut el dictador i durant la crisi que va precedir l'adveniment de la República, Urgoiti va perdre el control de El Sol, La Voz i l'agència Febus. Va crear llavors l'editorial Fulmen i la revista trisetmanal Crisol, que donava suport al nou règim republicà. Fulmen publicaria en 1932 el diari Luz, que desapareixeria en 1934. En totes les seves empreses periodístiques i editorials va comptar amb la col·laboració del millor de la intel·lectualitat espanyola. En totes elles, per exemple, va participar José Ortega y Gasset, amb qui Urgoiti va mantenir una gran amistat.
La pèrdua del periòdic El Sol i la seva fallida candidatura per Guipúscoa a les eleccions a les Corts Constituents de la República de 1931 el van fer caure en una forta depressió. A la fi de 1931 es va recloure en un sanatori en la Costa de las Perdices. Després d'una millora passatgera, va arribar fins i tot a intentar suïcidar-se i els seus fills el van internar en un sanatori de Suïssa on romandria fins a 1939. Va tornar a Espanya i en 1944 es va fer càrrec de l'Institut Ibís. Finalment va morir a Madrid en 1951.